# 日僑
日僑（日语：／）指的是已移居海外，并取得當地國籍或永久居留權，具有日本血統的僑民。現在估計大約有350万人（也包括混血）。在日本居住的日僑稱為在日日裔（在日日系人）（又稱归国子女），在日本以外居住的則稱為海外日僑。在日日僑大約有25万人。日僑最多的地方是巴西，約有160萬；其次是美國，約有120萬。

## 日侨分类
- 日侨一世：在日本出生，定居海外。
- 日侨二世：父母两人或者其中一人在日本出生，本人在海外出生。
- 日侨三世：祖父母辈至少一人在日本出生，父母在海外出生，本人也在海外出生。
- 日侨四世：曾祖父母辈至少一人在日本出生，祖父母辈、父母以及本人都在海外出生。

以此类推

## 相關項目
- 日本人町
- 唐行小姐
- 日裔巴西人
- 遺華日僑
- 灣生
- 日僑社群（日僑學校、日本人墓地）
- 華僑
- 韓僑
- 越僑